# Tartesa
Tartesa is een geslacht van vlinders uit de familie van de Lycaenidae, de kleine pages, vuurvlinders en blauwtjes. De wetenschappelijke naam en de beschrijving van dit geslacht zijn voor het eerst gepubliceerd in 1992 door Toshiya Hirowatari.
De soorten van dit geslacht komen voor in Papoea-Nieuw-Guinea en de Solomonseilanden.

## Soorten
- Tartesa astarte (Butler, 1882)
- Tartesa ugiensis (Druce, 1891)